# Liste der Kulturdenkmale in Hartmannsdorf (Zwickau)
Die Liste der Kulturdenkmale in Hartmannsdorf (Zwickau) enthält die in der amtlichen Denkmalliste des Landesamtes für Denkmalpflege Sachsen ausgewiesenen Kulturdenkmale im Zwickauer Ortsteil Hartmannsdorf.

## Legende
- Bild: Bild des Kulturdenkmals, ggf. zusätzlich mit einem Link zu weiteren Fotos des Kulturdenkmals im Medienarchiv Wikimedia Commons. Wenn man auf das Kamerasymbol klickt, können Fotos zu Kulturdenkmalen aus dieser Liste hochgeladen werden:
- Bezeichnung: Denkmalgeschützte Objekte und ggf. Bauwerksname des Kulturdenkmals
- Lage: Straßenname und Hausnummer oder Flurstücknummer des Kulturdenkmals. Die Grundsortierung der Liste erfolgt nach dieser Adresse. Der Link (Karte) führt zu verschiedenen Kartendiensten mit der Position des Kulturdenkmals. Fehlt dieser Link, wurden die Koordinaten noch nicht eingetragen. Sind diese bekannt, können sie über ein Tool mit einer Kartenansicht einfach nachgetragen werden. In dieser Kartenansicht sind Kulturdenkmale ohne Koordinaten mit einem roten bzw. orangen Marker dargestellt und können durch Verschieben auf die richtige Position in der Karte mit Koordinaten versehen werden. Kulturdenkmale ohne Bild sind an einem blauen bzw. roten Marker erkennbar.
- Datierung: Baubeginn, Fertigstellung, Datum der Erstnennung oder grobe zeitliche Einordnung entsprechend des Eintrags in der sächsischen Denkmaldatenbank
- Beschreibung: Kurzcharakteristik des Kulturdenkmals entsprechend des Eintrags in der sächsischen Denkmaldatenbank, ggf. ergänzt durch die dort nur selten veröffentlichten Erfassungstexte oder zusätzliche Informationen
- ID: Vom Landesamt für Denkmalpflege Sachsen vergebene, das Kulturdenkmal eindeutig identifizierende Objekt-Nummer. Der Link führt zum PDF-Denkmaldokument des Landesamtes für Denkmalpflege Sachsen. Bei ehemaligen Kulturdenkmalen können die Objektnummern unbekannt sein und deshalb fehlen bzw. die Links von aus der Datenbank entfernten Objektnummern ins Leere führen. Ein ggf. vorhandenes Icon  führt zu den Angaben des Kulturdenkmals bei Wikidata.

## Hartmannsdorf
| Bild                                    | Bezeichnung                                                                            | Lage                  | Datierung                  | Beschreibung | ID       |
| --------------------------------------- | -------------------------------------------------------------------------------------- | --------------------- | -------------------------- | --- | -------- |
| Direkt Bild zu diesem Denkmal hochladen | Gedenkstein für die Gefallenen des Ersten Weltkrieges                                  | Dorfstraße (Karte)    | nach 1918 (Kriegerdenkmal) | | 09242824 |
| Direkt Bild zu diesem Denkmal hochladen | Wohnstallhaus                                                                          | Dorfstraße 16 (Karte) | bez. 1719 Wohnstallhaus    | Fachwerk mit K-Streben und Inschrift. Datiert am Rähm, Erdgeschoss massiv unterfahren, Satteldach, Giebel verkleidet, traufseitiger Anbau, im Obergeschoss alle Holzverbindungen gezapft, Schwelle überkragend über Rähm, abgefast, K-Streben (halber Mann), alte Fensterformen ablesbar, wahrscheinlich Haus verlängert ursprünglich Gasthof, Erdgeschoss nach 1870 massiv unterfahren, preußische Kappen im Hausflur, ursprünglich auch in Wohnstube gewesen, im Stall böhmische Kappen. | 09242825 |
| Direkt Bild zu diesem Denkmal hochladen | Wohnstallhaus eines Dreiseithofes                                                      | Dorfstraße 18 (Karte) | nach 1800                  | | 09242826 |
| Direkt Bild zu diesem Denkmal hochladen | Wohnstallhaus eines ehemaligen Vierseithofes                                           | Dorfstraße 20 (Karte) | Ende 18. Jh.               | | 09242827 |
| Direkt Bild zu diesem Denkmal hochladen | Wohnstallhaus und zwei Seitengebäude eines ehemaligen Vierseithofes                    | Dorfstraße 26 (Karte) | nach 1800                  | | 09242828 |
| Direkt Bild zu diesem Denkmal hochladen | Wohnstallhaus, Scheune, Seitengebäude, Bergkeller und Bauerngarten eines Dreiseithofes | Dorfstraße 30 (Karte) | 2. Hälfte 18. Jh.          | | 09242830 |